# Psylliodes circumdatus
Psylliodes circumdatus es una especie de insecto coleóptero de la familia Chrysomelidae.
Fue descrita científicamente en 1842 por Redtenbacher.